# Trojitý rybářský uzel

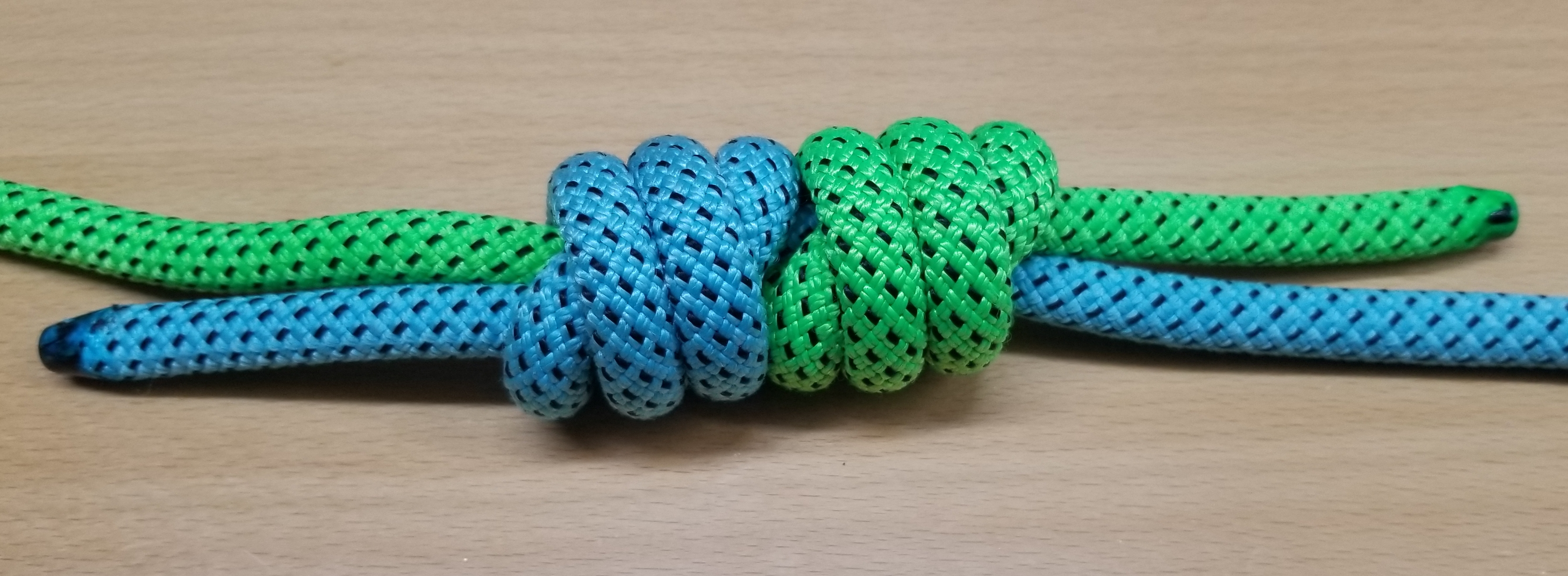
Trojitá rybářská spojka

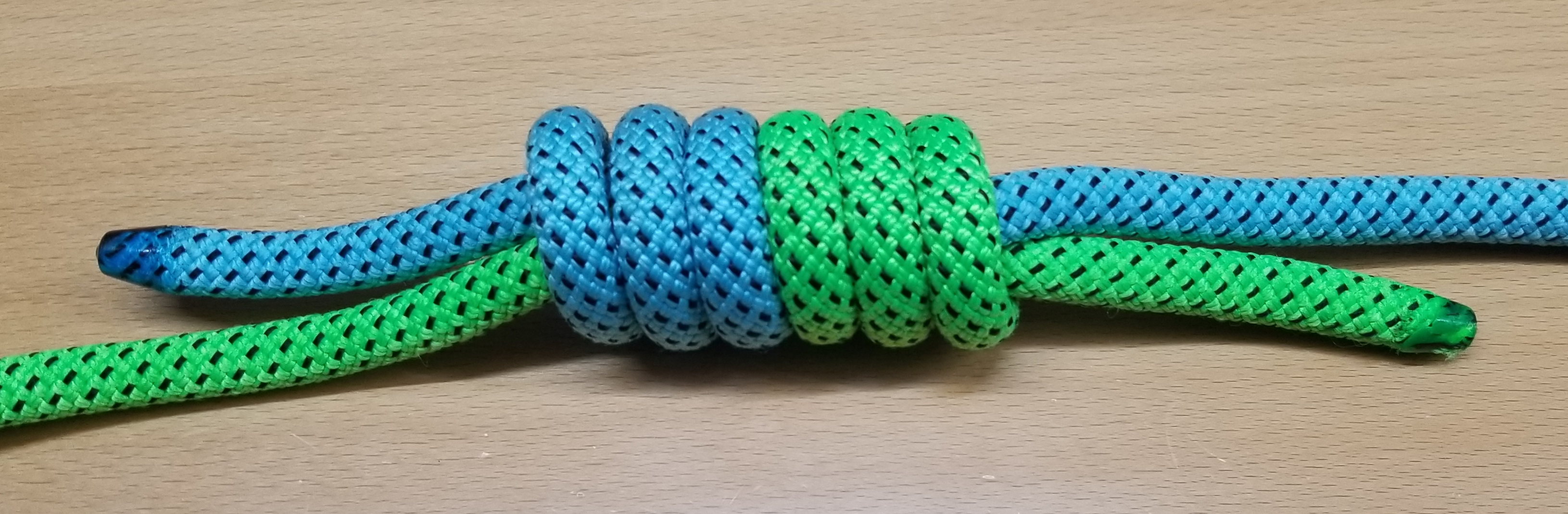
Trojitá rybářská spojka z druhé strany

Trojitý rybářský uzel je typ uzlu, používaného ke spojení dvou i ne úplně stejně silných lan, jako koncový nebo pojistný uzel. Drží pevně i na velmi tenkých, kluzkých a pružných vlascích. Výhodou je menší snížení nosnosti. Mezi nevýhody patří vyšší objemnost, spotřeba lana a obtížné rozvazování.
Pokud se použije pro spojení dvou konců lan či vlasců, nebo vytvoření pevného oka smyčky, nazývá se trojitá rybářská spojka.
Velký význam má pro Dyneemu a Kevlar, kde je až několikanásobně nosnější než klasické uzly.